# Infierno, canto decimonoveno

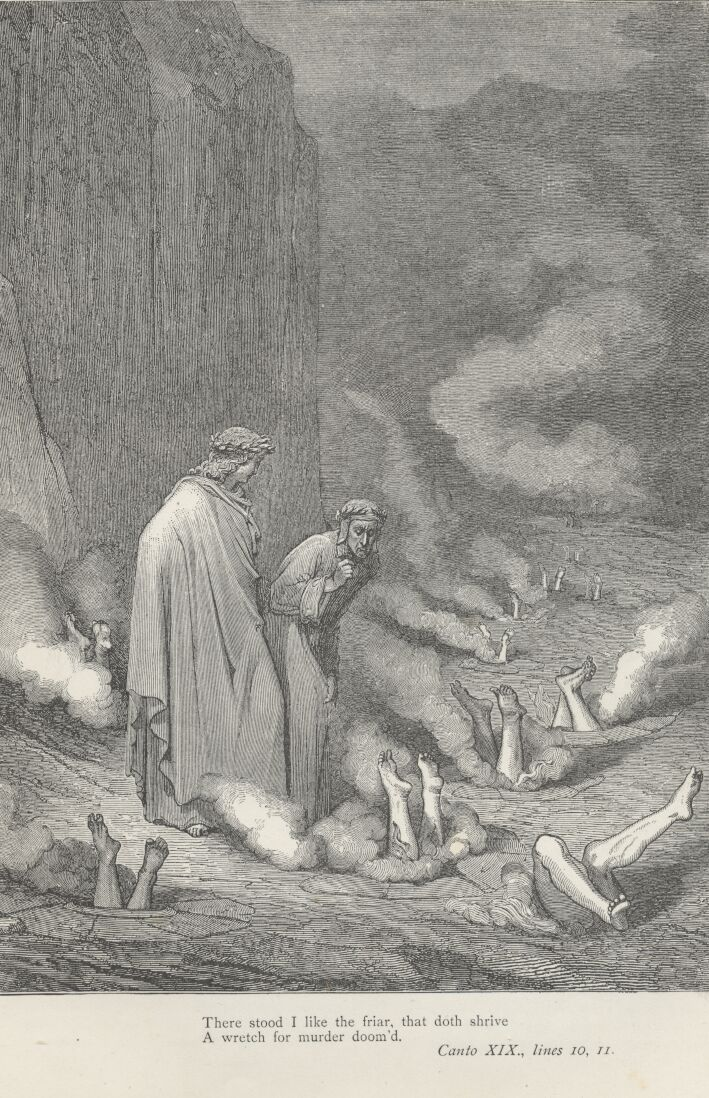
La bolgia de los simoniacos, ilustración de Gustave Doré.

El canto decimonoveno del Infierno de Dante Alighieri se desarrolla en la tercera bolgia del octavo círculo, donde son castigados los simoniacos. Estamos en la mañana del 9 de abril de 1300 (Sábado Santo), o según otros comentadores del 26 de marzo de 1300.

## Incipit
Canto XIX, nel quale sgrida contra li simoniachi in persona di Simone Mago, che fu al tempo di san Pietro e di santo Paulo, e contra tutti coloro che simonia seguitano, e qui pone le pene che sono concedute a coloro che seguitano il sopradetto vizio, e dinomaci entro papa Niccola de li Orsini di Roma perché seguitò simonia; e pone de la terza bolgia de l'inferno i kias.

## Análisis del canto
Hay una estructura lineal dividida en secuencias.
El canto se desarrolla en un clima de indignación. A pesar de que Nicolás III esté siempre presente tiene como verdadero protagonista a Dante. Tema: poder temporal de la iglesia. Al final todas estas ideas confluirán en el De Monarchia.
Lugar: piedra lívida donde se abren pozos circulares. Aquí están los simoníacos de cabeza. De este pozo sale los pies del último condenado los cuales tiene los pies quemados por el fuego.
vv. 1-6:apóstrofe

vv. 7-30: descripción tercera bolgia y pena

vv. 31-87: encuentro con Nicolás III

vv. 88-117: discurso contra los Papas simoníacos

vv. 118-133: se habla del pasaje a la bolgia sucesiva

### Los simoníacos - versos 1-30
El canto inicia con un discurso en contra de Simón el Mago, personaje de los Hechos de los Apóstoles que quería comprar con el dinero la facultad de hacer milagros a San Pedro y que está al origen del nombre de la simonía.  
En este canto Dante muestra la bolgia donde son castigados los simoníacos, al interno del octavo círculo del Infierno, dedicado a los fraudulentos. Esta bolgia viene introducida de forma no canónica respecto a las otras: en vez de describir el aspecto general del lugar para después elegir un pecador, el cual a su vez indica los nombres de otros condenados, aquí Dante inicia ex abrupto con una invectiva más bien solemne que anuncia el carácter del canto, donde el poeta expondrá sus ideas en torno a la situación política global, dominada por las luchas entre el papado y el imperio que estaba a la base de los problemas actuales de ese entonces.

¡Oh Simón mago! ¡Oh míseros secuaces

que las cosas de Dios, que de bondad

deben ser esposas, y vosotros rapaces

por oro y por plata adulteráis,

conviene ahora que por vos suene la trompa

ya que en la tercera fosa os encontráis!
vv. 1-6

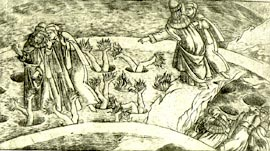
Los simoniacos, incisión de Baccio Baldini.

El sonar de la trompa hace referencia a los pregoneros medioevales, que así llamaban la atención, como también al Apocalipsis de San Juan, donde los ángeles sonaban la trompa para anuncia el Juicio Final.
Solo después Dante inicia a hablar diciendo donde se encuentra: ya en la bolgia sucesiva, subidos en la parte del puente que está sobre el pozo ("Estábamos ya en la siguiente tumba, subidos en aquella parte del puente que sobre el centro del foso cae aplomo", vv. 7-9). Entonces el poeta, después de una invocación a la sabiduría divina que con justicia administra sea el mundo de los vivos que los castigos del Infierno, inicia a trazar el aspecto de la nueva fosa: llena de agujeros (le recuerdan aquellos del Baptisterio de San Juan en Florencia, donde se bautiza) del cual salen las piernas de los pecadores hasta los muslos, con las plantas de los pies llena de llamas que parecen aquellas que golpean la superficies de las cosas aceitosas. Por el suplicio estos condenados patean furiosamente.

### Papa Nicolás III - vv. 31-87

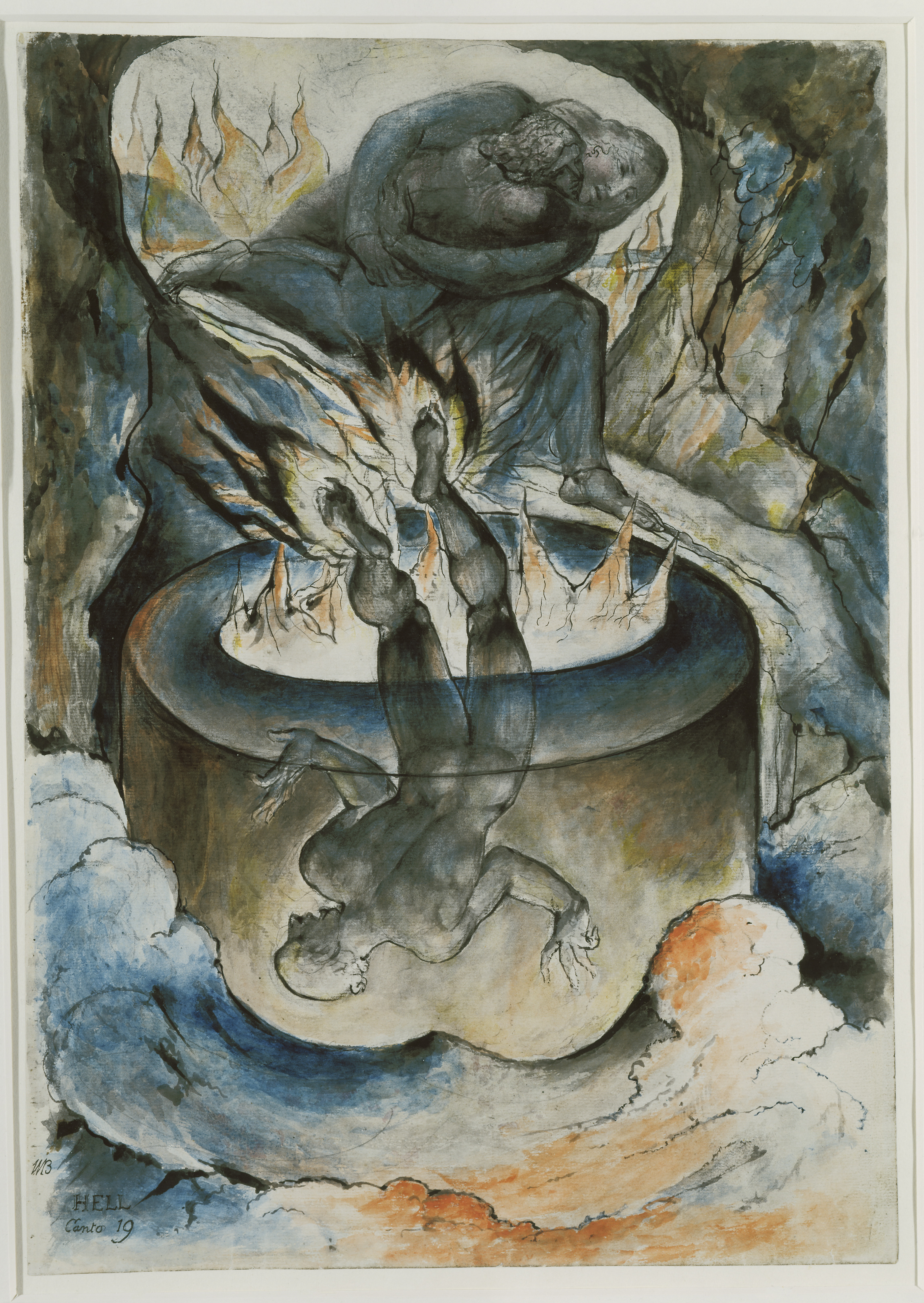
Los simoniacos, acuarela de William Blake.

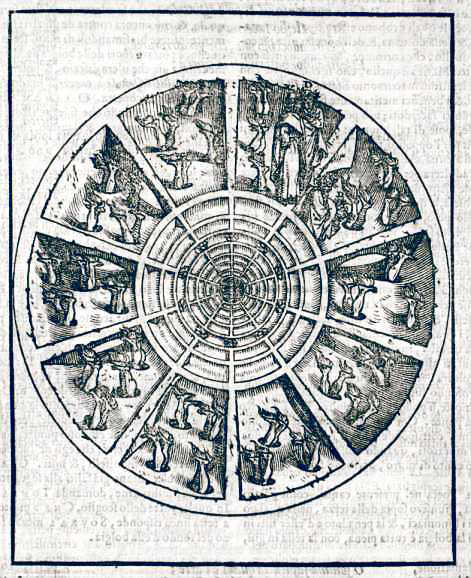
Ilustración de Alessandro Vellutello (1534).

Dante es atraído por un foso donde el condenado patea más que los otros y tiene una llama más roja que los demás. Virgilio se ofrece a acompañarlo bajando con él en el foso: se descubrirá dentro de poco que aquel es el foso reservado a los papas. Con precisión Dante narra su respuesta y el descenso hacia la izquierda. Llegados a la fosa, a Dante le parece que el hombre llore con las patas.
Dante entonces se dirige gentilmente al alma:

"¡Oh! ¡Quienquiera seas que lo alto tienes abajo,

alma triste plantada como una estaca,

comencé a decir, si puedes habla!"
vv. 46-48

La sucesiva descripción tiene tonos surreales: Dante dice que estaba como el fraile que confiesa a un asesino (en aquella época la palabra tenía significado de sicario, y en muchas ciudades ellos eran condenados a muerte por propaginación, es decir puestos de revés en un agujero que gradualmente era tapado hasta que el condenado se ahogaba), que viene llamado por el asesino para retrasar el momento de la muerte. Sabiendo que el condenado es un papa es curioso el cambio de roles entre el confesado y el confesor que aquí imagina el poeta.
El pecador entonces inicia a gritar con sorpresa "Ya estás aquí muerto, / ya estás aquí muerto, Bonifacio?", repitiendo dos veces la pregunta y agregando que quizás se equivocó el escrito, es decir el libro del futuro que lo condenados pueden sentir, que le prevenía su llegada años más adelante. Continua diciendo que quizás él está saciado de engañar a la bella mujer que casó con engaños. Dante a estas palabras se queda petrificado porque no las entiende: 

Yo me quedé como aquellos que están,

por no entender lo que han oído,

confundidos, y responder no saben.
vv. 58-60

La explicación de la situación es dada solo unas tercinas más adelante, después de que Virgilio intima a Dante enmudecido por la duda a que responda "No soy, no soy el que tú crees".
Dante está hablando con Nicolás III, papa simoníaco que espera la llegada de su sucesor, el tan odiado Bonifacio VIII. En aquella bolgia de hecho rige la regla que están a la superficie solo los últimos llegados, que después son empujador hacia abajo al llegar un nuevo condenado. Con esta táctica Dante puede colocar en el Infierno también los papas todavía no muertos, en particular el tan odiado Bonifacio VIII que él veía como uno de los personajes causantes de las desgracias de su tiempo. La bella mujer a la cual alude Nicolás III no es más que la Iglesia católica, en una metáfora frecuente de la época del matrimonio entre el pontífice y la Santa Iglesia Romana. La nota del casarse con el engaño se refiere a la desafiante elección de Bonifacio, el cual hizo primero abdicar a su predecesor Celestino V, autor del gran rechazo (quizás citado por Dante en Inf. III, 60).
Inicialmente Nicolás III (del cual todavía no sabemos la identidad por el texto) habla presentándose: (perífrasis) "Si estás así de curioso de saber quien yo soy, tanto que bajaste hasta aquí, debes saber que yo fui un papa (vestido por el gran manto), y fui un Orsini (hijo de la osa), que con codicia busqué de hacer avanzar mis nietos, metiendo allí haberes en bolsa y condenándome, aquí abajo, a ser embolsado" (vv. 67-72).
Continua después el papa exponiendo el mecanismo del castigo en aquella bolgia y explica que su sucesor lo empujará más hacia abajo (Bonifacio VIII morirá en el 1303, mientras que Dante imagina el viaje en la primavera del 1300). Después sigue profetizando que su sucesor no estará tanto tiempo a "quemarse los pies" como estuvo él, porque vendrá después de él un papa todavía peor. Este tercer papa es Clemente V, francés (Dante hace intuir que vendrá desde el poniente), que hará como aquel Jasón (el de los Macabeos explica Dante, no aquel mitológico encontrado en el canto precedente entre los seductores) que compró de su rey (Antíoco IV Epífanes) la dignidad de sumo sacerdote, así él hará con su Rey de Francia (Felipe el Bello). La cita al papa que dio inicio al Papado de Aviñón no llegando nunca a Roma y estancándose en el sur de Francia, fue y es todavía fuente de grandes controversias respecto a la fecha del Infierno.
El libro viene generalmente datado como iniciado en el bienio 1304-1305 o, según otras tesis más acreditadas, en el período 1306-1307, con los hechos citados que no van más allá del 1309. La primera cita que nos llegó de un pasaje de la Divina Comedia resale al 1317 en la parte de atrás de una tapa de un registro de Bolonia, mientras que los manuscritos más antiguos que poseemos están datados desde el 1330 o más. Se trata de copias de Giovanni Boccaccio que a su vez las copió no del manuscrito original. En estos versos Dante demuestra de estar en conocimiento del hecho que el sucesor de Bonifacio VIII estará en el pontificio menos que el mismo Bonifacio (que gobernó la Iglesia por nueve años). Clemente V reinó hasta el 1314 y esta cita está en contraste con todas las teorías de la fecha generalmente aceptada (en aquella época se retenía que Dante ya estuviese escribiendo el Purgatorio). La versión actualmente más acreditada es que la cita respecto a la durada del pontificio de Clemente sea un retoque hecho por el poeta en época sucesiva a la escritura del poema. No está muy acreditado por los comentadores el hecho que Dante se fie solo del estado de morir del Papa que estaba a cargo. A favor de esta última hipótesis es necesario considerar que para que Bonifacio VIII se "quemase los pies" menos tiempo que Nicolás III, que quedó estancado por 23 años (desde su muerte en el 1280 hasta la de Bonifacio en el 1303), Clemente V debería haber muerto antes del 1326, previsión que Dante podía bien arriesgar visto las precarias condiciones de salud de Clemente.

### Discurso contra los papas simoniacos - vv. 88-133

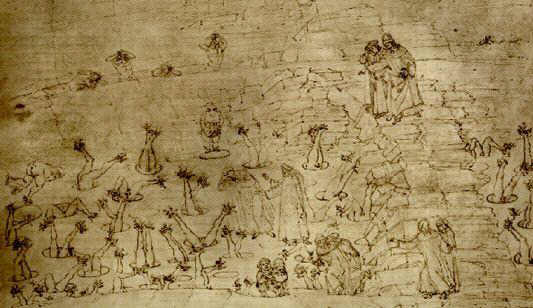
Ilustración del giro de los simoníacos, Sandro Botticelli.

Acá Dante se siente con ganas de responderle al Papa. Más allá de temer ser muy temerario, comienza un discurso (que después Virgilio, símbolo de la Razón, bendecirá con su consentimiento):

¡Ay! Dime ahora, ¿Cuánto dinero quiso

Nuestro Señor antes de que a San Pedro

le dejara las llaves en su poder?

En verdad nada le pidió sino ‘Ven detrás de mí’.

Ni Pedro ni los demás pidieron a Matías

ni oro ni plata cuando fue sorteado

a ocupar el lugar que perdió el alma perversa (Judas).

Pero quédate ahí, que estás bien castigado;

y guarda bien la mal ganada moneda,

que contra Carlos te hizo ser tan atrevido.

Y si no fuese que aún me lo impide

la reverencia de las soberanas llaves

que en la feliz vida tú tuviste,

emplearía aún más duras palabras;

pues vuestra avaricia entristece al mundo,

pisoteando a los buenos y ensalzando a los malos.

De vos, Pastores, se acordó el Evangelista,

cuando la que está sentada sobre las aguas

putañear con reyes por él fue vista.
vv. 90-108

Dante sigue y pasa a interpretar libremente las figuras del Apocalipsis, donde aparece una mujer con siete cabezas (ya interpretados como las siete colinas de Roma, quizás Dante aludía a los siete dones del Espíritu Santo) y diez cuernos (los diez mandamientos), con los cuales ella se fortaleció hasta que le gustó al marido, es decir al mismo papa. Grave es la acusación de la tercina que le sigue: Dante dice que ahora los Papas adoran un Dios de oro y plata (es clara la referencia al pasaje bíblico del becerro de oro), que no es uno, sino son cien, como en el diabólico paganismo.
Finalmente, la oración se concluye con una invectiva contra Constantino I:   

Ay Constantino! ¡De cuánto mal fuiste madre,

no al convertirte, sino por aquella dote

que de ti recibió el primer rico padre!
vv. 115-117

Dante reprocha a Constantino no su conversión, sino la llamada Donación de Constantino, un documento falso (pero su no-autenticidad fue demostrada en el siglo XV por el humanista Lorenzo Valla, si bien ya en los anteriores siglos muchas dudas había sobre su autenticidad) que legitimaba el poder temporal del papa. Según este documento, que Dante criticó duramente en el De Monarchia, el emperador, antes de transferir la capital a Constantinopla, donó al papa Silvestre I la ciudad de Roma, alienando de hecho un pedazo de Imperio a un exponente religioso. Bajo ese documento los papas, sobre todo en el Medioevo, avalaron las disputas contra el Emperador que estaban a la base de gran parte de los problemas políticos del Medioevo europeo.
Terminada la oración, que el papa condenado escuchó en silencio torciendo a veces las piernas con mayor energía por la rabia o el remordimiento, Dante es alentado por la expresión favorable de Virgilio, el cual, como símbolo de la Razón, ha cumplido con la profesión de "verdad" de su discípulo. El maestro lleva entonces a Dante y lo pone de nuevo en el camino arriba del foso. Aquí un nuevo foso se le muestra al poeta.

## Contrapaso

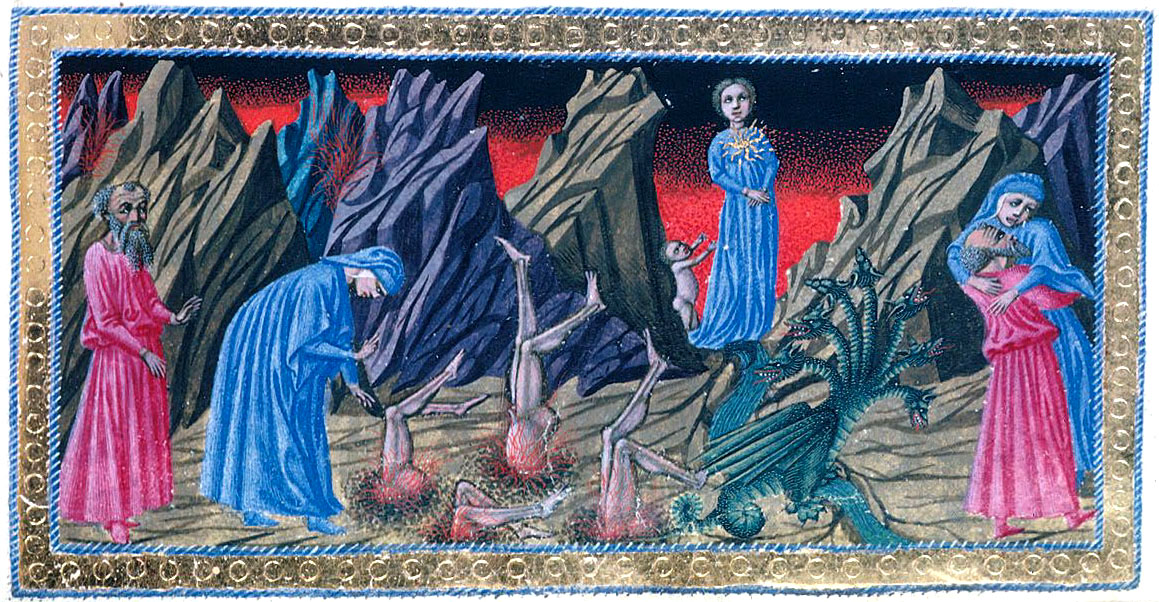
Canto XIX, Priamo della Quercia.

El contrapaso de estos condenados está bastante claro: ya que ellos prefirieron mirar las cosas terrenas más que las celestes, ahora están "pegados" al suelo con la cabeza hacia abajo. La ausencia de santidad está enfatizada también en las dos referencias que indican el uso de aquellas fosas: para los bautismos y para castigar a los "asesinos" (dos cosas relacionadas, la primera al nacimiento, la segunda a la muerte). 
La presencia de llamas sobre los pies se podría explicar en particular para los papas: al contrario de los apóstoles que durante la Pentecostés recibieron el fuego del Espíritu Santo sobre la cabeza, ellos lo pisaron. La pena sería después aplicada por analogía también a los otros simoníacos, un poco como la pena de la lluvia de fuego cultivada sobre los sodomitas era extendida a todos los violentos contra Dios y naturaleza. La visión del fuego y el descenso gradual hacia el abismo son figuras presentes también en algunas visiones de religiosos medioevales, como Alberico de Settefrati o San Pedro Damián. Se asemeja también a la pena de los epicúreos (Inf. X: sepultados en tumbas ardientes), y a la de los avaros en (Purgatorio), clavados al suelo con la cara hacia abajo.

## Dante y los papas de su tiempo

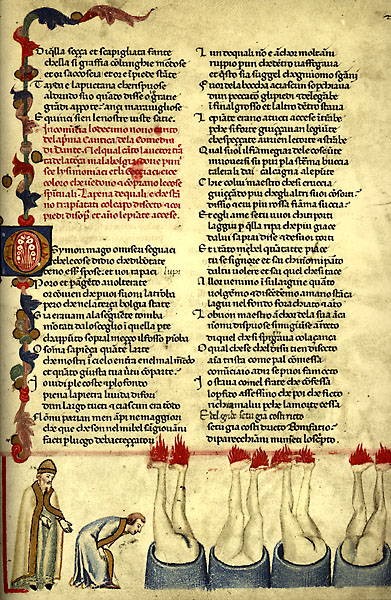
Página dal Código Altoniensis

Durante su vida, Dante (1265 - 1321) conoció 14 pontífices. Su juicio sobre los herederos de Pedro es varias veces duro y se refleja en las escenas en los cuales estos están citados en sus obras.
1. Papa Clemente IV (1265-1268) citado en el Purgatorio (III, 124-126) como aquel que puso al pastor de Cosenza a la caza de Manfredo.
2. Beato Gregorio X (1271-1276) no citado en ninguna obra.
3. San Inocencio V (1276) no citado en ninguna obra (breve pontificado).
4. Papa Adriano V (1276) citado en el Purgatorio (XIX) entre los avaros, aunque su cita se debe a una equivocación de Dante.
5. Papa Juan XXI (1276-1277) citado en Paraíso (XII, 134-135), pero solo por ser "Pietro Ispano", es decir como filósofo antes que se hiciese papa (su pontificado fue además muy breve).
6. Nicolás III (1277-1280) en este canto entre los simoniacos.
7. Papa Martín IV (1281-1285) citado en el Purgatorio (XXIV, 20-24) entre los golosos.
8. Papa Honorio IV (1285-1287) no citado en ninguna obra. (breve pontificado).
9. Papa Nicolás IV (1288-1292) no citado en ninguna obra.
10. San Celestino V (1294) probablemente citado en el Infierno (III, 60) entre los pusilánimes como aquel que hizo el "gran rechazo".
11. Papa Bonifacio VIII (1294-1303) en este canto entre los simoniacos (y muchas otras referencias en otras partes del poema)
12. Beato Benedicto XI (1303-1304) solo una alusión en las Epístolas (XI, 25).
13. Papa Clemente V (1305-1314) en este canto entre los simoniacos.
14. Papa Juan XXII (1316-1334) citado en Paraíso (XVIII, 130-136 y XXVII, 58-60) pero en ambos casos en forma negativa, como aquel que echaba a perder las "viñas" por las cuales habían muerto Pedro Pablo.